# I'll Be Your Baby Tonight
Pistes de John Wesley Harding
Down Along the Cove
I'll Be Your Baby Tonight est une chanson de Bob Dylan, parue en décembre 1967 sur l'album John Wesley Harding.

## Reprises
- Burl Ives sur l'album The Times They Are a-Changin' (1968)
- The Hollies sur l'album Hollies Sing Dylan (1969)
- Linda Ronstadt sur l'album Hand Sown ... Home Grown (1969)
- Marianne Faithfull sur l'album Faithless (1978)
- Maureen Tucker sur l'album "Playin' Possum" (1982)
- Robert Palmer avec UB40 sur l'album Don't Explain (1990, single no 6 au Royaume-Uni)
- Kris Kristofferson sur l'album The 30th Anniversary Concert Celebration (1993)
- Ian Gillan sur l'album Gillan's Inn (2006)